# Empoasca solana
Empoasca solana är en insektsart som beskrevs av Delong 1931. Empoasca solana ingår i släktet Empoasca och familjen dvärgstritar. Inga underarter finns listade i Catalogue of Life.